# Cynoscion albus
Cynoscion albus is een  straalvinnige vissensoort uit de familie van ombervissen (Sciaenidae). De wetenschappelijke naam van de soort is voor het eerst geldig gepubliceerd in 1864 door Günther.
De soort staat op de Rode Lijst van de IUCN als Onzeker, beoordelingsjaar 2007.